# Magnesiumcarbid
Magnesiumcarbid gehört in der Gruppe der Carbide zu den ionischen Carbiden, welches sich formal vom Propin (Allylen) oder Propadien (Allen) ableitet und somit der Gruppe der Alleniden zugeordnet wird.

## Gewinnung und Darstellung
Die Verbindung entsteht bei der Pyrolyse von Magnesiumacetylid
{\displaystyle \mathrm {2\ MgC_{2}\rightarrow Mg_{2}C_{3}+C} }
oder durch Überleiten von gasförmigen Kohlenwasserstoffen (z. B. Pentan) über auf 700 °C erhitztes Magnesium.

## Eigenschaften
Das Kristallgitter der hell- bis dunkelgrauen Verbindung enthält isolierte Allylenid-Ionen ([C=C=C]4−). Bei der Hydrolyse von Magnesiumcarbid entsteht Propin. Magnesiumcarbid zerfällt bei 740–750 °C in seine Elemente.